# 水葡萄茶藨子
水葡萄茶藨子（学名：Ribes procumbens），为虎耳草科茶藨子属下的一个植物种。种名procumbens意为平卧的。